# Nostradamus (film)
Nostradamus is een dramafilm uit 1994 onder regie van Roger Christian.

## Verhaal
De film gaat over het leven van Nostradamus als arts, astroloog en beroemd voorspeller, zijn confrontatie met de middeleeuwse wetenschap en Inquisitie en zijn eerste worstelingen met zijn visioenen van de toekomst.
De film speelt zich af in het 16e-eeuwse Frankrijk dat geregeld geteisterd werd door uitbraken van de pest die Nostradamus met succes behandelde maar waarbij hij niet wist te voorkomen dat zijn eigen vrouw en kinderen eraan overleden.
Zijn voorspellingen zullen hem uiteindelijk voeren tot ontmoetingen met Franse koningmoeder Catharina de' Medici en diens zoon Karel IX.

## Rolverdeling
| Acteur            | Personage            |
| ----------------- | -------------------- |
| Tchéky Karyo      | Nostradamus          |
| F. Murray Abraham | Scalinger            |
| Rutger Hauer      | Monnik               |
| Amanda Plummer    | Catharina de' Medici |
| Julia Ormond      | Marie                |
| Anthony Higgins   | Hendrik II           |
| Diana Quick       | Diane de Poitiers    |